# Laurent Négro (Unternehmer)
Laurent Négro (* 1929 in Gourdon; † 28. Dezember 1996 ebenda) war ein französischer Unternehmer. Die Bibliothèque de France nennt als Geburtsdatum den 23. Dezember 1926.
Laurent Négro war der Sohn einer bäuerlichen Familie aus dem Piemont. Im Alter von 17 Jahren schloss er sich der Résistance an. Bei einer USA-Reise 1954 entdeckte er dort das Zeitarbeits-Gewerbe. Nach Frankreich zurückgekehrt, gründete er 1955 die Firma Bureau International de Secrétariat (BIS), die sich später Bureau Industries Services nannte. Die Firma wurde zum Pionier der Zeitarbeit in Frankreich. Nach acht Monaten beschäftigte sie 80 Zeitarbeits-Sekretärinnen. 1980 zählte sie mehr als 2.000 Mitarbeiter. Die Firma diversifizierte sich auf weitere Geschäftsfelder wie Banken, Inkasso, Bildung und sogar den Handel mit Langusten. Insgesamt gründete Laurent Négro rund 70 Firmen. 1996, in seinem Todesjahr, verzeichnete die inzwischen an der Börse notierte Firma einen Umsatz von 9,1 Milliarden Francs (rund 1,4 Milliarden Euro). Die Familie hielt 60 % der Aktien.
Nach dem Tod von Laurent Négro verkaufte die Familie ihre Anteile. Die Firma fusionierte mit den Wettbewerbern ELAN und Vedior.
Laurent Négro war ein Liebhaber von Antiquitäten und von alten Waffen, aber auch von Naiver Kunst. 1972 kaufte Laurent Négro das Schloss von Gourdon, in dem er geboren war und in dem seine Mutter als Köchin gearbeitet hatte. Er brachte dort seine Sammlungen unter.

## Quelle
- Michel Guerrin: L’ange caché de l’Art déco, Le Monde, 16. November 2010, S. 24.

| Personendaten    | Personendaten             |
| ---------------- | ------------------------- |
| NAME             | Négro, Laurent            |
| KURZBESCHREIBUNG | französischer Unternehmer |
| GEBURTSDATUM     | 1929                      |
| GEBURTSORT       | Gourdon                   |
| STERBEDATUM      | 28. Dezember 1996         |
| STERBEORT        | Gourdon                   |